# Billy Keller
William Curry Keller (Indianapolis, 30 augustus 1947) is een Amerikaans voormalig basketballer en basketbalcoach.

## Carrière
Keller speelde collegebasketbal voor de Purdue Boilermakers van 1966 tot 1969. In 1969 werd hij als 87e gekozen in de NBA draft door de Milwaukee Bucks en in de ABA draft door de Indiana Pacers. Hij speelde gedurende zeven seizoenen voor de Indiana Pacers en werd met hen driemaal kampioen in de ABA. Nadat hij niet speelde in het seizoen 1976/77 door een blessure, speelde hij in 1978 als speler-coach voor de Kentucky Stallions met als assistent-coach Jim Ligon. Hij bleef ook na zijn carrière spelen met een groep genaamd de Billy Keller All-Stars waar ze speelden tegen ploegen uit de staat.
Hij begon daarna als coach van de meisjesploeg van Brebeuf High School en was er coach gedurende het seizoen 1978/79. In 1979 ging hij aan de slag als assistent-coach bij de Purdue Boilermakers tot 1980. In 1980 werd hij coach van de Indianapolis Greyhounds en bleef er coach tot in 1987. Van 2000 tot 2002 was hij coach van de Indiana Legends en werd in die functie opgevolgd door oud-ploeggenoot Freddie Lewis die eerder al algemeen manager was.

## Erelijst
- ABA-kampioen: 1970, 1972, 1973
- Indiana Basketball Hall of Fame: 1992

## Statistieken

### Regulier seizoen
| Seizoen  | Team           | WG  | WS | MPW  | 2P%  | 3P%  | FW%  | RPW | APW | SPW | BPW | PPW  |
| -------- | -------------- | --- | -- | ---- | ---- | ---- | ---- | --- | --- | --- | --- | ---- |
| 1969/70  | Indiana Pacers | 82  | –  | 18,1 | 43,8 | 27,3 | 85,0 | 2,1 | 2,9 | –   | –   | 8,7  |
| 1970/71  | Indiana Pacers | 83  | –  | 30,0 | 44,4 | 36,5 | 86,7 | 2,9 | 5,3 | –   | –   | 14,3 |
| 1971/72  | Indiana Pacers | 76  | –  | 22,8 | 46,2 | 33,1 | 87,9 | 2,2 | 3,5 | –   | –   | 9,7  |
| 1972/73  | Indiana Pacers | 83  | –  | 27,1 | 46,6 | 32,0 | 87,0 | 2,5 | 4,3 | –   | –   | 13,8 |
| 1973/74  | Indiana Pacers | 75  | –  | 19,0 | 47,3 | 38,2 | 87,0 | 1,7 | 2,3 | 0,5 | 0,0 | 9,5  |
| 1974/75  | Indiana Pacers | 79  | –  | 24,3 | 47,5 | 33,3 | 88,3 | 2,7 | 2,6 | 0,7 | 0,0 | 12,5 |
| 1975/76  | Indiana Pacers | 78  | –  | 29,6 | 43,4 | 35,2 | 89,6 | 2,9 | 3,9 | 0,8 | 0,1 | 14,2 |
| Carrière | Carrière       | 556 | –  | 24,5 | 45,6 | 33,8 | 87,2 | 2,4 | 3,6 | 0,7 | 0,0 | 11,8 |

### Play-offs
| Seizoen  | Team           | WG | WS | MPW  | 2P%  | 3P%  | FW%   | RPW | APW | SPW | BPW | PPW  |
| -------- | -------------- | -- | -- | ---- | ---- | ---- | ----- | --- | --- | --- | --- | ---- |
| 1969/70  | Indiana Pacers | 15 | –  | 35,1 | 46,8 | 13,0 | 91,3  | 3,4 | 4,5 | –   | –   | 13,0 |
| 1970/71  | Indiana Pacers | 11 | –  | 40,7 | 44,7 | 39,7 | 86,2  | 3,8 | 5,4 | –   | –   | 21,5 |
| 1971/72  | Indiana Pacers | 20 | –  | 26,6 | 46,4 | 39,6 | 84,1  | 1,8 | 4,2 | –   | –   | 12,0 |
| 1972/73  | Indiana Pacers | 17 | –  | 20,5 | 43,4 | 22,2 | 81,6  | 3,1 | 3,7 | –   | –   | 9,0  |
| 1973/74  | Indiana Pacers | 12 | –  | 16,2 | 49,1 | 37,5 | 84,2  | 1,5 | 2,1 | 0,4 | 0,0 | 9,4  |
| 1974/75  | Indiana Pacers | 17 | –  | 23,8 | 42,9 | 39,5 | 100,0 | 1,4 | 1,7 | 0,4 | 0,0 | 10,8 |
| 1975/76  | Indiana Pacers | 3  | –  | 16,7 | 28,6 | 66,7 | 0,0   | 1,0 | 2,0 | 0,3 | 0,0 | 6,0  |
| Carrière | Carrière       | 95 | –  | 26,4 | 45,6 | 34,1 | 87,1  | 2,4 | 3,5 | 0,4 | 0,0 | 12,0 |

11 Keller · 
12 Barnhill · 
14 Lewis · 
24 Netolicky · 
32 Miller · 
33 Darden · 
34 Daniels · 
35 Brown · 
43 Becker · 
44 Thacker · 
Coach Leonard
10 Mount · 
11 Keller · 
14 Lewis · 
15 Barnhill · 
20 Hillman · 
24 Netolicky · 
30 McGinnis · 
34 Daniels · 
35 Brown · 
Coach Leonard
10 Buse · 
11 Keller · 
13 Freeman · 
14 Lewis · 
20 Hillman · 
22 Arnzen · 
23 Johnson · 
24 Newton · 
30 McGinnis · 
34 Daniels · 
35 Brown · 
Coach Leonard